# باول كوتور
باول كوتور هو سياسي كندي، ولد في 15 أبريل 1833 في شوديير أبالاش في كندا، وتوفي في 30 نوفمبر 1913. انتخب عضو مجلس العموم الكندي.